# Бидуэлл, Мэри
Мэри Электа Нобл Бидуэлл (англ. Mary Electa Noble Bidwell; 19 мая 1881 года, Уотертаун, Литчфилд, Коннектикут, США — 25 апреля 1996 года, Хамден, Коннектикут, США) — американская долгожительница, старейший житель штата Коннектикут в истории.

## Биография
Мэри Электа Нобл Бидуэлл родилась 19 мая 1881 года в американском городе Уотертаун в семье Чарльза Вудрафа и Элис Бич Нобл Бидуэлл. Она была одним из потомков Джона Бидуэлла, который был основателем города Хартфорд, Коннектикут. Бидуэлл работала учителем в школе в течение шести лет. В 1906 году она вышла замуж за своего двоюродного брата Чарльза Габбела Бидуэлла. У пары родился один ребенок — сын Чарльз Брэдфорд (умер в 1945 году). Её муж умер в 1975 году.
Мэри жила в собственном доме в  Норд Хейвен, Нью-Хейвен, Коннектикут, США до 110 лет. Затем она переехала в дом для престарелых в Хамден, Нью-Хейвен, Коннектикут, где и умерла 25 апреля 1996 года в возрасте 114 лет и 342 дней. Сама Мэри утверждала, что родилась 9 мая 1881 года, что подтверждается некоторыми фактами. По состоянию на август 2018 года входит в топ-100 старейших полностью верифицированных людей в истории (114 лет и 342 дня, 50-е место).

## См.также
- Долгожитель
- Список старейших женщин
- Список старейших людей в мире